# Дрозофила большая
Дрозофила большая, или уксусная муха (Drosophila funebris) — вид плодовой мухи из рода дрозофил. Типовой вид рода.

## Описание
Длина тела 3—4 мм. Голова, грудь и ноги кирпично-красного цвета. Брюшко чёрное с жёлтыми полосками, усики тёмно-коричневые с жёлтым основанием. Крылья слабо-коричневатые, без пятен. 
Встречается почти во всей Европе и летает в особенности около гниющих овощей и фруктов, начиная с апреля по октябрь. Личинки мухи живут в гниющих фруктах и бродящих жидкостях, как в пиве, мёде, вине и уксусе (откуда и название), а встречаются часто около кранов и отверстий бочек, наполненных этими жидкостями.